# Gonfos

Mapa con algunas de las principales ciudades de la antigua Tesalia y zonas adyacentes. Gonfos estaba situada al oeste.

Gonfos o Gonfo (en latín, Gomphi; en griego, Γόμφοι) fue una antigua ciudad de Tesalia, cerca de la frontera con Atamania y Dolopia, que controlaba el paso hacia las llanuras tesalias: el paso de Musaki desde Dolopia y el de Portes, desde Atamania.
En la segunda guerra macedónica entre Filipo V de Macedonia y Roma, el rey Aminandro de los atamanes, aliado de Roma, ayudó al cónsul romano Tito Quincio Flaminino a bajar por el paso de Portes y tomar Feca (entre el paso y Gonfos) en 198 a. C., lo que le aseguró el control de la ruta desde Ambracia a Tesalia (recibía los suministros por el golfo de Ambracia). Después Flaminino ocupó Gonfos y su caída arrastró la de Argenta, Ferinio, Timaro, Liginas, Estimón y Lampso.
Durante la Guerra Romano-Siria, fue una de las ciudades tesalias que en el año 191 a. C., estando en poder de los atamanes, fue tomada por un ejército conjunto del romano Marco Bebio Tánfilo y Filipo V de Macedonia.
En 189 a. C. Atamania se rebeló contra el rey Filipo V de Macedonia y este entró en el país por el paso de Portes, pero fue rechazado con fuertes pérdidas.
En la tercera guerra macedónica,  en el año 169 a. C. el cónsul Quinto Marcio Filipo siguió la ruta del paso de Portes para ir de Ambracia a Tesalia.
En la guerra entre Julio César y Pompeyo en 48 a. C., después de conocer que César había sido rechazado en Dirraquio, la ciudad de Gonfos le cerró las puertas cuando llegó procedente de Eginium (actual Stages), pero la ocupó por asalto. César, en su relato de la campaña, describe Gonfos como la principal ciudad de Tesalia de las que se halla llegando desde el Epiro. 
Leake sitúa la ciudad en Episkopi, un cerro cercano a la orilla izquierda del río Bliuri a unos 3 o 4 km de las montañas, donde quedan los restos de una antigua ciudad. Se encuentra a unos 5 km al noreste de la localidad de Muzaki. Actualmente hay un pueblo que ostenta su mismo nombre. El nombre Episkopi derivaría del hecho de que Gonfos fue sede de un obispo durante la época bizantina.